# Јужна Лунда
Јужна Лунда (порт. Lunda-Sul), једна је од 18 покрајина у Републици Ангола. Покрајина се налази на североисточном делу земље, без излаза на Атлантски океан и граничи се са Демократском Републиком Конго.
Покрајина Јужна Лунда покрива укупну површину од 77.637 km² и има 516.077 становника (подаци из 2014. године). Највећи град и административни центар покрајине је град Сауримо.